# Unión de Rugby del Oeste de Buenos Aires
La UROBA (Unión de Rugby del Oeste de la Provincia de Buenos Aires) es la entidad deportiva que agrupa a los clubes de rugby de la parte oeste y centro del interior de la Provincia de Buenos Aires, así como a clubes de rugby de la Provincia de La Pampa. La Unión de Rugby del Oeste de la Provincia de Buenos Aires está afiliada a la UAR, la entidad madre del deporte en Argentina. Su seleccionado participa del Campeonato Argentino de Rugby, encontrándose en la Zona Ascenso B.

## Historia[1]
La UROBA tuvo sus inicios por el año 1982, en una reunión llevada a cabo en la actual sede de la URBA, antiguamente la UAR. El encuentro se celebró con Papuchi Guastela y participaron los clubes de Junín, Mercedes, Campana y Capilla del Señor. Por su parte, y en representación de los clubes de la Unión, fue Mario Mora (Bragado) y Carlos Zinani (Los Miuras).
El resultado fue que los clubes mencionados se plegaron al campeonato de la URBA, los otros clubes que se encuentran a distancias mayores de 80Km quedaron a la deriva.De allí nació fuertemente la necesidad de crear una Unión propia y se comenzó a trabajar de la mano de Don Pedro Zacachurri (árbitro URBA), eterno colaborador de ciertas localidades del interior del país en lo que al rugby respecta.
Ya en el año 1985 hicimos la primera presentación formal ante la UAR, para poder participar como afiliada a la entidad madre. La reunión se realizó en la ciudad de 9 de Julio y contó con la presencia de Mario Mora (Bragado), Chuno Fernández (Chacabuco), Rafael Garcías, José Castelar y Carlos Zinani (Junín), Castellanos Iparraguerre (Los Toldos), Pedro Ruggeroni (9 de Julio), José Luis Ledesma (Carlos Casares) y Aranda (Pehuajó).
En aquel momento se decidió hacer una comisión que fue liderada por el Dr. Mario Mora (Presidente) Carlos Zinani (Vicepresidente), Pedro Ruggeroni (Secretario), Aranda (Tesorero), Pedro Maggio y José Carlos Fernández (Vocales). También se dispuso de una Comisión Revisora de Cuentas, que fue integrada por Rafael Garcias, José Luis Ledesma y Juan Pérez.
En la ciudad de 9 de Julio, el 30 de julio de 1986, jugó el primer partido el seleccionado de UROBA contra el seleccionado de Santa Rosa, La Pampa. Posteriormente se firmó el Acta fundacional de Unión de Rugby del Oeste de Buenos Aires.
Los clubes fundadores son Bragado, Junín, Chacabuco, 9 de Julio, Carlos Casares, Pehuajó, Los Toldos y Trenque Lauquen. A estos clubes fundadores más tarde se le sumaron otros clubes del interior de la Provincia de Buenos Aires (clubes de Azul o Callvú, Olavarría, Tapalqué), así como otros clubes de la Provincia de La Pampa.
Hasta el inicio del milenio, formaban parte de esta Unión equipos que emigraron hacia la Unión de Rugby de Buenos Aires tal es el caso de Mercedes Rugby Club y Tiro Federal de San Pedro entre los más importantes.

## Clubes
- Tacuara (25 de Mayo)
- Mapuche Rugby (América)
- Club Náutico Arrecifes (Arrecifes)
- Azul Rugby (Azul)
- Club de Remo (Azul)
- Onas Rugby Club (Benito Juárez)
- Bragado Club (Bragado)
- Indios Club de Rugby/Hockey (Bolívar)
- Club Sportivo Huracán (Carlos Casares)
- Kamikazes (Colón)
- Social Rugby Club [SORUC] (Chacabuco)
- Racing Club de Chivilcoy (Chivilcoy)
- Pico Rugby Club (General Pico)
- Club Universitarios (General Pico)
- Pinto (General Pinto)
- Villegas Rugby Club (General Villegas)
- Los Miuras (Junin)
- El Linqueño (Lincoln)
- Marabuntas Rugby (Los Toldos)
- Club Atlético 9 de Julio (Nueve de Julio)
- Club Atlético Estudiantes (Olavarría)
- El Fortín (Olavarría)
- Club Atlético Estudiantes Unidos (Pehuajó)
- Yaguá Pitá Rugby Club (Rojas)
- Realicó Rugby / Los Burros (Realicó)
- Saladillo Rugby Club (Saladillo)
- Salto Rugby Club (Salto)
- Club Estudiantes (Santa Rosa)
- Atlético Tapalqué (Tapalqué)
- FootBall Club Argentino (Trenque Lauquen)
- Gimnasia y Esgrima [GEP] (Pergamino)
- Pampero Quemú Quemú

## Torneos
La Unión organiza un Torneo para sus clubes afiliados el cual se denomina Torneo Integrado, además los mejores equipos participan del Torneo Regional Pampeano que se disputa entre los clubes de esta unión y los mejores de Unión de Rugby de Mar del Plata y de la Unión de Rugby del Sur. Este Torneo es clasificatorio al Torneo del Interior y el Torneo Nacional de Clubes.